# Associação Atlética das Palmeiras
El AA das Palmeiras fue un equipo de fútbol de Brasil que jugó en el Campeonato Paulista, la primera división del estado de Sao Paulo.

## Historia

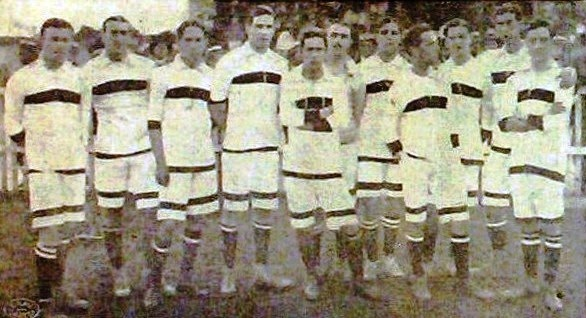
El AA das Palmeiras campeón de 1915.

Fue fundado el 9 de noviembre de 1902 en la ciudad de Sao Paulo, capital del mismo nombre y se caracterizó por ser un equipo elitista ya que la mayor parte de sus jugadores eran profesionales eran ingenieros, doctores y bachilleres por estar constituido por las familias más adineradas de la ciudad y sus colores y uniforme eran similares a los del Club Olimpia de Paraguay.
En 1904 ingresa al Campeonato Paulista por primera vez, y fue de los equipos más fuertes del estado de Sao Paulo desde finales de los años 1900 e inicios de los años 1910 donde logró ser campeón estatal en tres ocasiones entre 1909 y 1915. En los años 1920 el club estuvo involucrado en el dilema del profesionalismo del campeonato Paulista al cual el club estaba en contra, iniciando una competencia entre los equipos profesionales y aficionados de la liga en esa década, periodo en el cual el club ganó el torneo inicio estatal en tres ocasiones.
La liga aficionada desaparece y como el AA das Palmeiras pasó vergüenzas en las siguientes temporadas en las que figuraba en los puestos bajos de la clasificación del Campeonato Paulista desaparece al finalizar la temporada 1929 debido a que no reunía las condiciones para el profesionalismo.
Posteriormente los poseedores del patrimonio del club se unieron a otros exdirectivos y jugadores del CA Paulistano para formar al Sao Paulo FC en enero de 1930.

## Palmarés

### Regional
- Copa Salutaris: 1

1910

### Estatal
- Campeonato Paulista: 3

1909, 1910, 1915
- Torneo Inicio Paulista: 3

1922, 1923, 1925